# Цветочная улица (Ломоносов)
Цвето́чная улица — улица в городе Ломоносове Петродворцового района Санкт-Петербурга, в историческом районе Мордвиновка. Проходит от улицы Левитана до Ботанической улицы.

## Название
Название Цветочная улица известно с 1950 года. Оно связано с тем, что улица выходит к полю биологического факультета Ленинградского государственного университета (ныне Биологический НИИ СПбГУ), где выращивались различные сорта и виды цветов. С этим же факультетом связано название соседней Ботанической улицы.

## Застройка
Цветочная улица застроена частными жилыми домами. По состоянию на 2025 год адреса по улице имеют 7 домов. Вся нечётная (восточная) сторона улицы относится к парку дворцово-паркового ансамбля «Сергиевка», являющемуся объектом культурного наследия федерального значения; при этом все строения на территории парка имеют адрес по Ораниенбаумскому шоссе.
По Цветочной улице проходит граница между Ломоносовым и Петергофом.

## Транспорт
Движение общественного транспорта по улице отсутствует. Ближайшая автобусная остановка — «Цветочный питомник» на Ораниенбаумском шоссе (около 180 м по прямой от пересечения Цветочной улицы с улицей Левитана). Ближайшая железнодорожная станция — платформа «Университетская» (около 900 м по прямой от пересечения Цветочной улицы с Ботанической).